# Sjoerd Kuyper
Sjoerd (Frans) Kuyper (Amsterdam, 6 maart 1952) is een Nederlands schrijver. Hoewel hij ook schrijft voor volwassenen, is Kuyper vooral bekend geworden door zijn werk voor kinderen. Hij beperkt zich daarbij niet tot boeken hij schrijft ook scenario’s, musicals, gedichten, brieven en liedjes. Zijn werk kenmerkt zich, niet alleen door een grote verbeeldingskracht en door het poëtische taalgebruik, maar ook door een grote sociale betrokkenheid. Voor zijn hele oeuvre kreeg hij in 2012 de Theo Thijssen-prijs voor kinder- en jeugdliteratuur. Volgens de jury verzoent Kuyper in zijn boeken leesbaarheid met diepgang; ‘Hij kan moeilijke dingen, grootse dingen zelfs, vertellen in een eenvoudige taal, die zich nestelt in je hoofd en blijft rondzingen als een liedje. Een erg mooi liedje’ Zijn vakmanschap laat Kuyper, volgens Joke Linders, recensent kinder- en jeugdliteratuur, ook zien door een geraffineerd en zuiver kindperspectief.
Zeer succesvol waren de boeken over de kleuter Robin. Voor Robin en God ontving Sjoerd Kuyper in 1996 de Gouden Griffel. Daarnaast kreeg hij meerdere malen een Zilveren Griffel, onder meer in 1993 voor Robin en Suze en in 2007 voor Robin is verliefd. In 2020 won hij zijn zevende voor de jeugdroman Bizar. Van Het zakmes (1981) werd een succesvolle film (1992) en tv-serie gemaakt, voor beide schreef Kuyper ook het scenario. Van zijn werk zijn vele vertalingen verschenen, onder meer in het Duits, Engels, Koreaans en Papiamentu. Voor de Italiaanse vertaling van Hotel De Grote L (2014) kreeg Kuyper in 2018 in Italië een Premio Orbil. Eerder was ook dit boek in Nederland bekroond met een Zilveren Griffel.

## Biografie
Sjoerd Kuyper werd op 6 maart 1952 geboren in een onderwijzersgezin in Amsterdam. Doordat zijn ouders naar het platteland verhuisden groeide hij op in een klein dorp. Dit zou van grote invloed zijn op zijn latere werk als schrijver. Binnen het gezin zou niet alleen Sjoerd Kuyper, ook zijn broer Hans Kuyper, van schrijven zijn beroep gaan maken. Zijn zus Trudy Kuyper werd poppenspeler. Al vroeg wist Kuyper dat hij schrijver wilde worden, geïnspireerd door met name Bob Dylan ging hij gedichten schrijven. Hij stuurde deze gedichten, maar ook verhalen en liedjes naar de schoolkrant. Dit leverde hem al snel publicaties op in De Groene Amsterdammer en het Noord-Hollands Dagblad.
Kuyper studeerde enige tijd filosofie in Amsterdam, maar maakte deze studie niet af. Hij werd een van de oprichters van de kleine Alkmaarse uitgeverij Fizz-Subvers Press, waar onder andere enkele vertalingen van Dada-teksten en werk van Bert Schierbeek zou verschijnen. Bij deze uitgeverij debuteerde Kuyper in 1971 met de dichtbundel De zomer van lang geleden. Van 1974 tot 1975 was hij redacteur bij De Bezige Bij. In deze periode zouden van Kuypers hand bij deze uitgeverij  twee dichtbundels voor volwassenen verschijnen. Kuyper werd poëzierecensent bij De Nieuwe Linie en tekstschrijver voor radio en televisie. Hij ging vooral voor kinderen schrijven, ook kinderboeken. Hierdoor is Kuyper sinds de jaren tachtig voornamelijk bekend geworden als schrijver voor de jeugd.
In 2009 hield Sjoerd Kuyper de jaarlijkse Annie M.G. Schmidtlezing over actuele ontwikkelingen in de kinder- en jeugdliteratuur. Kuypers lezing Over het nieuwe uitgeven en mijn oude schrijversneus handelde over de positie van kinder- en jeugdboekenauteurs. Hij leverde forse kritiek op de uitgevers van kinderboeken. Hij richtte zich, behalve tegen de vercommercialisering en het gebrek aan herdrukken, waardoor hele oeuvres verdwijnen, ook tegen de modelcontracten voor jeugdauteurs en illustratoren. Dit leidde tot een breuk met zijn toenmalige uitgeverij Nieuw Amsterdam. En tot een discussie tussen uitgevers en kinderboekenauteurs om te komen tot een nieuw modelcontract.
In 2014 werd Sjoerd Kuyper, ter gelegenheid van zijn veertigjarig jubileum als schrijver, geridderd als Officier in de Orde van Oranje-Nassau.

## Werk
In 1974 debuteerde Sjoerd Kuyper als tweeëntwintigjarige bij De Bezige Bij met een dichtbundel voor volwassenen: Ik herinner mij Klaas Kristiaan. De literatuurcriticus Kees Fens, die de eerste recensie schreef, was uiterst negatief. ’Afgezien van de titel valt er niets te genieten’, aldus Fens. Toch zou dit het begin zijn van wat tot een breed en omvangrijk oeuvre zou uitgroeien: niet alleen poëzie, ook fictie: sprookjesachtige verhalen, realistische avonturenboeken en historische boeken.
Vier jaar later verscheen Kuypers prozadebuut Een kleine jongen en zijn beer (1978), een autobiografische roman. Kuyper zou zich niet alleen op de volwassen lezer blijven richten, na 1980 kwam vooral de jeugdige lezer in het middelpunt te staan. Volgens Kuyper maakt het schrijven voor kinderen of voor volwassenen niet zoveel verschil. Het vraagt hetzelfde vakmanschap, maar met kinderen moet je wel anders communiceren. Boeken moeten voor hen een plek bieden van waaruit zij de wereld op een veilige manier kunnen overzien.

### Tekst- en scenarioschrijver voor televisie en film
Sjoerd Kuyper begon zijn loopbaan als tekstschrijver voor het radioprogramma Ko de Boswachtershow. Teksten die hij samen met Burny Bos en Gerard Brands voor dit programma schreef werden in 1975 gepubliceerd als Het boek van Ko de Boswachter. Het boek werd geïllustreerd door Thé Tjong-Khing. Voor de televisie werkte hij mee aan De Grote Klok. Voor de VPRO schreef hij scenario’s voor kinderprogramma’s, onder andere voor  televisieseries als Max Laadvermogen  (1986), Majesteit, uw ontbijt (1987) en De Freules (1990/1991).
In opdracht van de AVRO schreef Kuyper het scenario voor de succesvolle televisieserie Het zakmes. Onder regie van Ben Sombogaart werd het verhaal in 1992 verfilmd. De film werd een groot succes. In Nederland werd Het zakmes onderscheiden met een Cinekid Award (1992) en een Gouden Kalf (1993). Internationaal onder andere met een Emmy Award (1993). De film staat bovendien in de Canon van de Nederlandse film.

### Proza voor kinderen
De eerder genoemde scenario’s Majesteit, uw ontbijt (1988) en Het Zakmes (1991) verschenen ook in boekvorm. Sjoerd Kuyper kreeg voor Majesteit, uw ontbijt in 1989 zijn eerste onderscheiding, een Vlag en Wimpel. Het Zakmes, met een werkende moeder en een vader die nauwer betrokken wordt bij de opvoeding van de kinderen, vormt een illustratie van een maatschappelijke verandering die sinds de jaren zeventig in Nederland manifesteerde. Kuypers werk voor kinderen vormt niet alleen een weerspiegeling van de maatschappij, maar kenmerkt zich ook door poëtisch taalgebruik en terugkerende motieven als het belang van vriendschap, de confrontatie met de dood en de relatie tussen generaties.
In 1990 werd Kuypers Robins zomer gepubliceerd. Dit boek zou het begin worden van een serie boeken over de kleuter Robin. Een belangrijke inspiratiebron voor deze verhalen vormde zijn eigen vaderschap, maar zeker ook zijn jeugd in het Noord-Hollandse dorp Berkhout, waar hij opgroeide. Of zoals Kuyper het zelf uitdrukte: ’Ik ben Robin. Bofkont in het paradijs’. Hoewel de verhalen van Robin zich afspelen in de jaren vijftig en zestig, is er geen sprake van een autoritaire ouder-kindrelatie. De vader houdt er voor zijn tijd progressieve opvattingen op na. De verhalen van Robin passen in een Nederlandse traditie van voorleesverhalen voor jonge kinderen, zoals Jip en Janneke van Annie M.G. Schmidt, Hannes en Kaatje van Miep Diekmann en Tommie en Lotje van Jacques Vriens. De serie over Robin was succesvol. Drie boeken uit de serie werden bekroond. Robin en God (1996) won een Gouden Griffel. In dit boek vertelt Kuyper over geloofservaringen uit zijn eigen jeugd, zoals Guus Kuijer dat ook zou doen in zijn Polleke-reeks (1999-2001) en Het boek van alle dingen (2004). Robin en Suze en Robin is verliefd kregen ieder een Zilveren Griffel. Drie illustratoren, Sandra Klaassen, Philip Hopman en Marije Tolman, hebben in de loop van de tijd de sfeer van de Robin-boeken met hun tekeningen mede bepaald.
Het jaar waarin Robin en God werd gepubliceerd, kwam Kuyper in navolging van Paul Biegel, met het eerste sprookjesachtig fantasieverhaal De rode Zwaan (1996), gevolgd door Het boek van Josje (1999). De rode zwaan werd in 1999 verfilmd door Martin Lagestee. In de jaren negentig begon Kuyper ook de toen zeer populaire boekjes uit de series Meneertjes & Mevrouwtjes van de Britse schrijver/illustrator Roger Hargreaves te vertalen.
Op uitnodiging van het CPNB om het kinderboekenweekgeschenk te schrijven schreef Kuyper in 2000 Eiber!. Zijn boek Hotel de Grote L werd in 2015 geselecteerd voor de White Ravens. In 2016 won Kuyper de Jenny Smelik-Ibby prijs voor De duik, samen met de illustrator Sanne te Loo. Kuyper kreeg de prijs omdat hij etniciteit en afkomst in dit boek op een positieve manier onder de aandacht brengt door “een ode te brengen aan het leven op Curaçao en de schoonheid van de verbondenheid van mensenlevens over de grenzen van continenten heen”, aldus het juryrapport.
Sjoerd Kuyper schreef niet alleen voor kinderen, maar hij schreef ook over jeugdliteratuur. Zijn opstellen werden in 2004 gebundeld in Hoofden uit de mist, over de moderne jeugdliteratuur.

### Poëzie en liedteksten
Nadat hij in 1974 als dichter debuteerde is Kuyper voor volwassenen poëzie blijven schrijven en publiceren. Daarnaast schreef hij ook gedichten voor kinderen. Deze bundels werden vaak geïllustreerd door Willemien Min. Een zeer succesvolle gedichtenbundel was Ik blijf altijd bij je (2008), waarvan mede ook door de tekeningen van Marit Törnqvist in korte tijd 12.000 exemplaren werden verkocht.
Eerder waren in 2002 ter gelegenheid van zijn vijftigste verjaardag alle liedjes, die Kuyper voor kinderen schreef, uitgegeven in de verzamelbundel Fanfare. Voor de Kinderboekenweek in 2012 schreef hij, samen met Tjeerd Oosterhuis, het lied Hallo wereld. Het nummer werd door Kinderen voor Kinderen ingezongen en werd een hit.

## Erkenning

### Zijn werk voor kinderen

#### Prijzen
- 2020 - Zilveren Griffel voor Bizar
- 2020 - Sardes-Leespluim voor Maantje. Met illustraties van Alice Hoogstad
- 2018 - Premio Orbil voor Hotel Grande A, de Italiaanse vertaling van Hotel de Grote L
- 2016 - Jenny Smelik-IBBY-prijs voor De duik, samen met de illustrator Sanne de Loo
- 2015 - Zilveren Griffel voor Hotel de Grote L
- 2015 - Glazen Globe voor De duik, samen met de illustrator Sanne de Loo
- 2015 - Vlag en Wimpel voor De duik, samen met de illustrator Sanne de Loo
- 2012 - Theo Thijssen-prijs voor kinder- en jeugdliteratuur voor zijn hele oeuvre
- 2012 - Zilveren Griffel voor O rode papaver, boem pas knal!. Met illustraties van Marije Tolman
- 2008 - Zilveren Griffel voor Sjaantje doet alsof, een prentenboek met tekeningen van Daan Remmerts de Vries.
- 2007 - Zilveren Griffel voor Robin is verliefd. Met illustraties van Sandra Klaassen
- 1999 - Pluim van de maand voor Malmok. Met illustraties van Annemarie van Haeringen
- 1997 - Gouden Griffel voor Robin en God. Met illustraties van Sandra Klaassen
- 1997 - Pluim van de maand voor Robin en Knor. Met illustraties van Sandra Klaassen
- 1995 - Zilveren Griffel voor Het eiland Klaasje
- 1994 - Zilveren Griffel voor Robin en Suze
- 1989 - Vlag en Wimpel voor Majesteit, uw ontbijt. Met tekeningen van Gitte Spee

#### Nominaties
- 2015 - Woutertje Pieterse Prijs voor De duik

### Zijn werk voor volwassenen
- 2015 - Musical Award, samen met Dick van den Heuvel, voor de liedteksten van De kleine blonde dood
- 2010 - Johnny Kraaykamp Musical Awards, samen met Dick van den Heuvel, voor het script van Dromen… zijn bedrog
- 2006 - Johnny Kraaykamp Musical Awards voor de liedteksten van Turks fruit

### Jeugdboeken
- 2024 - De grote vloed (Hoogland & Van Klaveren)
- 2020 - Mensen met koffers (Hoogland & Van Klaveren) Met de illustraties won Annemarie van Haeringen een Zilveren Penseel in 2021. Dit gedicht verscheen eerder in 1998 in de verhalenbundel Alleen mijn verhalen nam ik mee (Leopold)
- 2020 - Maantje (Hoogland & Van Klaveren) Met illustraties van Alice Hoogstad
- 2019 - Bizar (Hoogland & Van Klaveren)
- 2016 - Lang leve Robin! (Lemniscaat). Met illustraties van Marije Tolman. Deze bundel bevat verhalen uit Robin en opa, Robins zomer, Robin is jarig, Robin en Sinterklaas en Robin op school.
- 2014 - Hotel de Grote L (Lemniscaat)
- 2014 - De duik (Lemniscaat) Met tekeningen van Sanne te Loo
- 2012 - De grote Robin (Lemniscaat). Met illustraties van Marije Tolman. Deze bundel bevat de verhalen uit Robin en Suze, Robins en God, Robin is verliefd
- 2011- O, rode papaver, boem, pats, knal (Lemniscaat) Met illustraties van Marije Tolman
- 2011 - Mijn opa de bankrover (Lemniscaat) Eerder verschenen als Mooi leven in 2005 bij OGC Educatief
- 2008 - Ik blijf altijd bij je (Querido). Met illustraties van Marit Törnqvist. Gedichtenbundel
- 2008 - Morrison krijgt een zusje (Nieuw Amsterdam). Met foto's van Victor Arnolds
- 2007 - Sjaantje doet alsof (Nieuw Amsterdam) Met illustraties van Daan Remmerts de Vries
- 2006 - Robin is verliefd (Nieuw Amsterdam). Met illustraties van Philip Hopman
- 2006 - Jouw hand in mijn hand (Leopold). Met illustraties van Willemien Min
- 2004 - Het hart en het mes (Leopold). Vervolg op: De rode zwaan
- 2003 - Robin op het ijs (Leopold). Met illustraties van Sandra Klaassen
- 2003 - Een muts voor de maan (Leopold). Met illustraties van Jan Jutte
- 2002 - Fanfare : alle liedjes van Sjoerd Kuyper (Leopold)
- 2001 - Robin en de zon (Leopold). Met illustraties van Sandra Klaassen
- 2001 - Robin is jarig (Leopold). Met illustraties van Sandra Klaassen
- 2000 - Eiber! (CPNB) Met illustraties van Annemarie van Haeringen. Uitgave ter gelegenheid van de Kinderboekenweek 2000
- 1999 - Josje's lied (Leopold)
- 1998 - Malmok (Leopold). Met haar illustraties won Annemarie van Haeringen de Gouden Penseel in 1999. Prentenboek
- 1998 - Alleen mijn verhalen nam ik mee (Leopold) Met illustraties van Annemarie van Haeringen. Verhalen
- 1998 - Robin en opa (Leopold). Met illustraties van Sandra Klaassen
- 1996 - Robin en God (Leopold). Met illustraties van Sandra Klaassen. In 2015 verscheen bij Lemniscaat een herdruk met illustraties van Marije Tolman
- 1996 - De rode zwaan (Leopold). Met illustraties van Annemarie van Haeringen
- 1995 - Robin viert kerstfeest (Leopold). Met illustraties van Sandra Klaassen
- 1994 - Het eiland Klaasje (Leopold). Met illustraties van Jan Jutte
- 1994 - Robin op school (Leopold). Met illustraties van Sandra Klaassen
- 1993 - Robin en Suze (Leopold). Met illustraties van Sandra Klaassen. In 2008 verscheen bij Nieuw Amsterdam een herdruk met illustraties van Jan Jutte
- 1993 - Robin en Sinterklaas (Leopold). Met illustraties van Sandra Klaassen
- 1992 - Josje's droom (Leopold) Met illustraties van Jan Jutte
- 1991 - De freules en andere liedjes (Leopold) Met illustraties van Georgien Overwater
- 1990 - Robins zomer (Leopold). Met illustraties van Sandra Klaassen
- 1989 - Josje (Leopold) Met illustraties van Jan Jutte
- 1988 - Majesteit, Uw ontbijt (Leopold). Met illustraties van Gitte Spee. In 1995 verscheen een druk met illustraties van Jan Jutte
- 1981 - Het zakmes (In de Knipscheer). Met illustraties van Harriet Damave.  In 1991 verscheen een herdruk met illustraties van Sandra Klaassen. In 2017 met illustraties van Alice van Hoogstad
- 1975 - Het boek van Ko de Boswachter. Met Burny Bos en Gerard Brands (Querido) Met illustraties van Thé Tjong-Khing

### Scenario's voor films en televisieseries
- 2017 - Hotel de Grote L Regie Ineke Houtman
- 2011 - Mijn opa de bankrover Regie Ineke Houtman.
- 2008 - Morrison krijgt een zusje Regie Barbara Bredero
- 1999 - De rode zwaan Regie Martin Lagestee
- 1991 - Het Zakmes Regie Ben Sombogaart
- 1990/1991 - De Freules Co-auteur en regie Ineke Houtman

### Tekst voor een kindermusical
- 2010 - Kruimeltje Gebaseerd op het gelijknamige boek van Chris van Abcoude. Co-auteur Dick van den Heuvel

### Werk voor volwassenen
- 2014 - Kwaaie verhalen van liefde. (Hoogland & Van Klaveren). Bundeling van teksten, essays, lezingen, reisverslagen en jeugdherinneringen ter gelegenheid van veertig jaar schrijverschap
- 2012 - Het heelal van jouw hart: de mooiste gedichten (Nieuw Amsterdam). Samenstellers Margje Kuyper en Thomas Verbogt.
- 2009 - Dromen....zijn bedrog. Co-auteur Dick van den Heuvel. Musical
- 2009 - September (Nieuw Amsterdam). Gedichtenbundel
- 2005 - Turks fruit  Liedteksten van deze musical. Gebaseerd op het gelijknamige boek van Jan Wolkers
- 2004 - Hoofden uit de mist : over de moderne jeugdliteratuur (Veen). Kritische opstellen over jeugdliteratuur
- 1992 - Nachtkind (Veen) Gedichten
- 1987 - Het zand : verhalen (De Bezige Bij)
- 1985 - Een reisgenoot (De Bezige Bij) Gedichten
- 1982 - Ratten en flamingo's (De Bezige Bij) Gedichten
- 1981 - Brandende liefde. Liedteksten van deze musical. Gebaseerd op het gelijknamige boek van Jan Wolkers
- 1980 - Dichters : interviews. Co-auteur Johan Diepstraten (De Bezige Bij) Met illustraties van Siegfried Woldhek. Digitale versie DBNL
- 1979 - De glazen kamer  : verhalen (De Bezige Bij)
- 1978 - Een kleine jongen en zijn beer (De Bezige Bij) Autobiografisch proza
- 1978 - Het nieuwe proza : interviews met jonge Nederlandse schrijvers.  Co-auteur Johan Diepstraten (Knippenberg). Digitale versie DBNL
- 1977 - Dagen uit het leven (De Bezige Bij) Gedichten
- 1975 - Handboek voor overleden knaagdieren (De Bezige Bij) Gedichten
- 1974 - Ik herinner mij Klaas Kristiaan (De Bezige Bij) Gedichten
- 1971 - De zomer van langer geleden (Fizz-Subvers Press)

## Over Sjoerd Kuyper
- 2000 - Liesbeth den Otter - Karel Eykman en Sjoerd Kuyper in het licht van de tijd : de literatuuropvattingen van Karel Eykman en Sjoerd Kuyper in hun literair-historische context (KUB)

## Bestseller 60
| Boeken met noteringen in de Nederlandse Bestseller 60 | Jaar van verschijnen | Datum van binnenkomst | Hoogste positie | Aantal weken | Opmerkingen                                                                               |
| ----------------------------------------------------- | -------------------- | --------------------- | --------------- | ------------ | ----------------------------------------------------------------------------------------- |
| Een muts voor de maan                                 | 2003                 | 13-10-2004            | 47              | 1            |                                                                                           |
| Ik blijf altijd bij je                                | 2008                 | 08-10-2008            | 34              | 1            | in samenwerking met Marit Törnqvist                                                       |
| Hotel De grote L                                      | 2014                 | 19-02-2014            | 10              | 5            |                                                                                           |
| Dag poes!                                             | 2017                 | 02-10-2017            | 17              | 6            | in samenwerking met Mies van Hout, Bette Westera, Hans en Monique Hagen en Koos Meinderts |
| Het verhaal van Sinterklaas                           | 2018                 | 27-11-2018            | 45              | 1            |                                                                                           |

- Bibliothèque nationale de France: cb13519588f (data)
- CiNii: DA16445582
- Digitale Bibliotheek voor de Nederlandse Letteren: kuyp007
- Gemeinsame Normdatei: 124062393
- International Standard Name Identifier: 0000 0001 1580 6953
- Library of Congress Control Number: n79120658
- MusicBrainz: e3174762-a6be-4c83-b908-e7202c874cfd
- Bibliotheek van het Japanse parlement: 01079055
- Nederlandse Thesaurus van Auteursnamen: 068465653
- Système universitaire de documentation: 050213520
- Virtual International Authority File: 120044701
- WorldCat: E39PBJkdkJ6PkHXB6TKxWvHHmd